# Davide con la testa di Golia (Caravaggio Roma)
Il Davide con la testa di Golia è un dipinto a olio su tela (125×100 cm) realizzato tra il 1609 ed il 1610 dal pittore italiano Michelangelo Merisi da Caravaggio. È conservato nella Galleria Borghese di Roma.

## Storia e descrizione
Caravaggio trascorre gli ultimi mesi della propria vita a Napoli, dove l'artista si è trasferito nella speranza di ricevere la grazia. Il David con la testa di Golia viene dipinto forse alla fine del 1609, e accluso alla domanda di grazia che Caravaggio invia al cardinale Scipione Borghese, il potente nipote di papa Paolo V. E a riprova dell'estremo atto di contrizione formulato dall'artista, sulla lama che il giovane stringe in pugno si leggono le lettere "H-AS OS", sigla che riassume il motto agostiniano "Humilitas Occidit Superbiam" (l'umiltà uccise la superbia).
È un quadro assai più bello e sconvolgente della versione di Vienna, generalmente datata 1606-1607, dove David incarna la fredda virtù che trionfa sui malvagi. Qui, invece, il giovane ha un'espressione di umana compassione dipinta sul volto, e contempla la testa urlante di Golia senza baldanza.
È noto che già i biografi seicenteschi individuano nella fisionomia del gigante sconfitto un autoritratto di Caravaggio, fatto questo che ha fornito lo spunto a numerose letture del quadro in chiave psicoanalitica. Il confronto con gli altri supposti autoritratti dell'artista sembrerebbe avvalorare questa ipotesi. Rispetto all'uomo che contempla malinconico il Martirio di san Matteo, Caravaggio appare ora invecchiato e stanco, con pesanti segni sotto gli occhi e la fronte percorsa da rughe. Secondo una recente interpretazione di Sergio Rossi, il dipinto sarebbe in realtà un doppio autoritratto, anzi più precisamente una doppia autoidentificazione: il Merisi si rappresenta cioè sia nei panni di Golia che in quelli di David, sorta di immagine idealizzata del pittore adolescente. Lo confermano i confronti tra questa figura, il Bacchino malato della Galleria Borghese di Roma e l'uomo raffigurato tra la folla del Martirio di S. Matteo in San Luigi dei Francesi. In sostanza, secondo questa interpretazione, il David-Caravaggio non ancora toccato dal peccato uccide il Golia-Caravaggio ormai peccatore incallito secondo un'ottica espiativa che ben si accorda con il carattere del dipinto, molto probabilmente inviato a Roma al cardinale Scipione Borghese a supporto della domanda di grazia che raggiungerà in effetti Caravaggio proprio insieme alla morte. 
Interessante notare come le fonti d'archivio riportano l'esistenza di due opere di Davide con la testa di Golia perlomeno fino al 1693, anno di redazione dell'inventario che indica la presenza dello stesso soggetto nella prima e quarta sala della collezione Borghese. Il biografo Bellori attesta come la commissione dell'opera sia stata affidata a Caravaggio dal cardinal Scipione Borghese nel 1606, opera che probabilmente viene eseguita su doppio cavalletto, generando pertanto due gemelli creati sullo stesso tema.
Il buio che inghiotte la spalla di David ha la profondità delle tenebre dell'inferno, a stento rischiarate dalla luce della grazia che colpisce violentemente i tratti stravolti di Golia. Alla metà di luglio del 1610 Caravaggio si imbarca su una feluca che lo depositerà a Porto Ercole, 
ultima tappa delle sue tormentate peregrinazioni. Caravaggio in questo dipinto ritrae la sua testa al posto di quella di Golia.

## Omaggi
Il 16 luglio 2010, in occasione del quarto centenario della morte di Caravaggio, le Poste Italiane hanno emesso un francobollo da 0,60 € raffigurante questo dipinto.